# 南鲁库鲁河

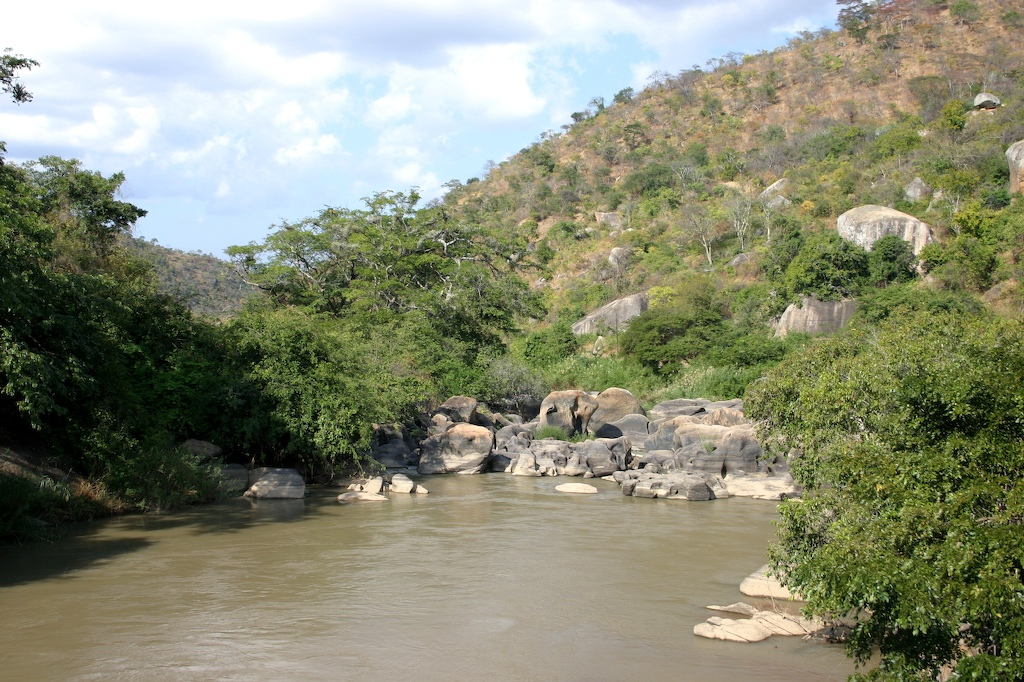
南鲁库鲁河一景

10°44′S 34°14′E / 10.733°S 34.233°E
南鲁库鲁河（英語：South Rukuru River）是马拉维北部的一条河流，流经尼卡高原，注入马拉维湖。